# Ефект Нернста
Ефект Нернста — термоелектричне явище виникнення електричного поля в провідному матеріалі з градієнтом температури та перпендикулярним до нього магнітним полем . Електричне поле, що виникає в таких умовах перпендикулярне як до магнітного поля так і до градієнту температури. Ефект тісно пов'язаний із оберненим явищем, що носить назву ефекту Еттінсгаузена. Відриття цих ефектів Вальтер Нернст та Альберт фон Еттінсгаузен здійснили спільно. 
Кількісно ефект характеризує коефіцієнт Нернста: 
{\displaystyle |N|={\frac {E_{Y}/B_{Z}}{dT/dx}},}
де {\displaystyle E_{Y}} — напруженість електричного поля, {\displaystyle B_{Z}} — магнітна індукція, {\displaystyle dT/dx} — градієнт температури. 

Ефект Нернста добре проявляється у напівпровідниках і слабо в металах. Виникає він також у надпровідниках II роду.

## Виноски
1. ↑   Цидильковский И. М. Термомагнитные явления в полупроводниках. — М.: Физматгиз, 1960. — (Серия «Физика полупроводников и полупроводниковых приборов»). — 396 с.
2. ↑   R. P. Huebener and A. Seher, "Nernst Effect and Flux Flow in Superconductors. I. Niobium", Web
3. ↑  
 R. P. Huebener and A. Seher, "Nernst Effect and Flux Flow in Superconductors. II. Lead Films", Web
4. ↑   V. A. Rowe and R. P. Huebener, "Nernst Effect and Flux Flow in Superconductors. III. Films of Tin and Indium", Web